# Starship
Starship er en genbrugelig totrins-raket, som er under udvikling af den amerikanske rumfartsvirksomhed SpaceX. Den 20. april 2023 havde Starship sin første flyvetest og blev den tungeste og mest kraftfulde raket, der nogensinde er blevet affyret. SpaceX har udviklet Starship for at sænke opsendelsesomkostninger. Dette vil SpaceX opnå ved at genbruge begge rakettens trin, ved at konfigurere affyringstårnet så det kan "fange" raketten i luften, øge nyttelasten og opsendelsesfrekvensen, samt massefremstille raketterne og tilpasse dem til en lang række rummissioner. Starship er SpaceX's nyeste projekt i deres plan om at mennesket skal kolonisere Mars.
Starships nederste trin er boosteren ved navn Super Heavy booster. Det øverste trin kaldes Starship-rumfartøjet. Begge trin er udstyret med SpaceX's Raptor-motorer, som er de første masseproducerede raketmotorer, der udnytter Full-flow staged combustion cycle (FFSC). FFSC er en teknologi hvor begge rakettens brændstoffer (flydende metan og flydende ilt), først delvist brændes i separate forbrændingskamre, hvorefter de mødes i hovedforbrændingskammeret hvor de brændes færdig. FFSC-teknologien er med til at øge effektiviteten af motorerne. Rakettens hovedstruktur er lavet af en legering af rustfri stål, som SpaceX har kalder "30X".
Fra 2024 udvikles Starship med en iterativ og trinvis tilgang, der involverer testflyvninger af prototyperaketter. Det giver større risiko for fejl, men mellem testflyvninger forbedrer de raketten baseret på de problemer de har fundet i forrige testflyvning. Som en efterfølger til SpaceX's Falcon 9 og Falcon Heavy raketter er Starships mål at udføre en lang række rummissioner. I forbindelse med flyvninger til fjerne destinationer, såsom geostationært kredsløb, Månen og Mars, vil Starship tanke op, mens den er i kredsløb. SpaceX planlægger at opsende to Starship-raketter og bruge den ene raket til at tanke den anden raket op, mens de begge er i kredsløb om jorden. En demonstration af overførsel af brændstof mellem to Starships forventes at finde sted i 2025. Starship designes med en nyttelast på 100.000-150.000kg til lavt jordkredsløb.
I oktober 2024 havde Starship sin femte flyvetest, hvor SpaceX for første gang demonstrerede raketboosteren blive "grebet" af affyringstårnet.